# Село Мала Јежевица, борци пали у ратовима од 1912. до 1918. године
Списак бораца из села Мала Јежевица, Општина Пожега, погинулих и умрлих у Балканским и Првом светском рату преузет је из књиге „Пожега и околина”, објављене 1978. године.
Подаци за подручје Пожеге прикупљани су у периоду 1976–1977. године преко матичних књига умрлих, спомен-плоча, крајпуташа, као и разговора са преживелим борцима и појединим грађанима који су по сећању могли да дају податке, уз напомену да спискови могуће да нису потпуни, због временске дистанце и недостатка поузданих извора.

## Списак
1. Ђукић Љубо
2. Ђукић Видоје
3. Јовановић Живко
4. Јовановић Димитрије
5. Јовичић Глигорије
6. Јовичић Чедомир
7. Јовичић Средоје
8. Јовичић Десимир
9. Јовичић Владан
10. Кандић Тијосав
11. Кандић Сретен
12. Кандић Раде
13. Маринковић Владан
14. Матовић Милорад
15. Матовић Мато
16. Матовић Манојле
17. Матовић Средојје
18. Матовић Јован
19. Матовић Зарија
20. Матовић Перко
21. Миливојевић Светозар
22. Миливојевић Веселин
23. Мићовић Живан
24. Пантовић Милутин
25. Пантовић Живко
26. Пантовић Павле
27. Перишић Влајко
28. Перишић Рајко
29. Перишић Павле
30. Перишић Тома
31. Перишић Миљко
32. Перишић Маринко
33. Перишић Цветко
34. Петровић Миленко
35. Петровић Војко
36. Петровић Младен
37. Петровић Љубисав
38. Петровић Раденко
39. Радовић Вељко
40. Радовић Гојко
41. Ристић Љубомир
42. Ристић Милун
43. Ристић Десимир
44. Ристић Јован
45. Савић Петар
46. Савић Живота
47. Стојковић Миливоје
48. Тодоровић Петар
49. Тодоровић Филип
50. Тодоровић Михајило
51. Тодоровић Велисав
52. Тодоровић Владан
53. Тодоровић Веселин
54. Тодоровић Симо
55. Томић Стаменко
56. Томић Мићо
57. Томић Живота
58. Томић Крста
59. Томић Новко
60. Томић Живан
61. Томић Стојан
62. Томић Грујо
63. Томић Богољуб[1]